# Nueve de Julio partido
Nueve de Julio egy partido Argentína középpontjától keletre, Buenos Aires tartományban. Székhelye Nueve de Julio.

## Népesség
A partido népessége a közelmúltban a következőképpen változott:
| Év   | Lakosság |
| ---- | -------- |
| 2001 | 45 514   |
| 2010 | 47 722   |